# جيش الخلاص

علم جيش الخلاص

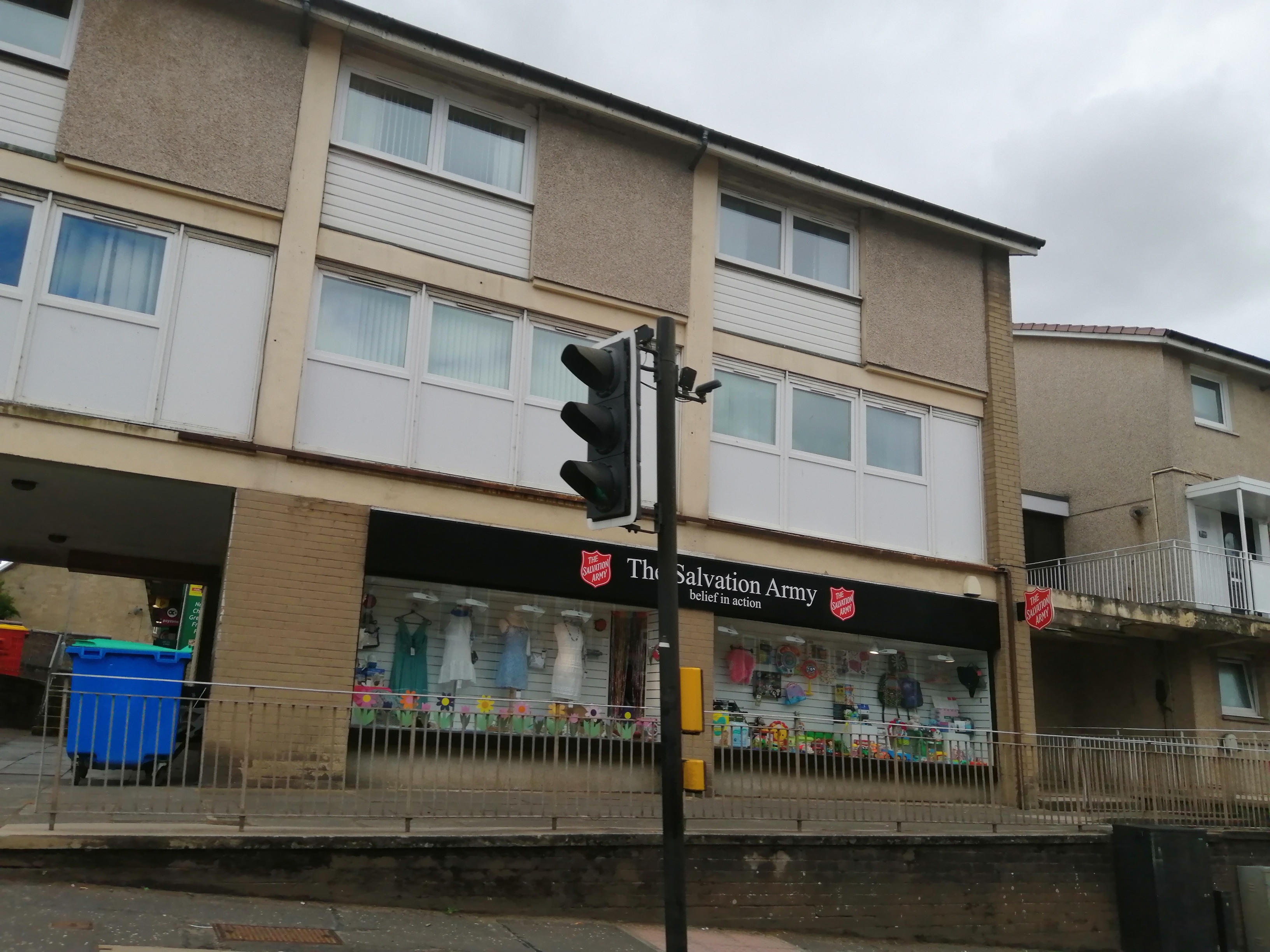
جيش الخلاص ، إيستفيلد ، جنوب لاناركشاير ، اسكتلندا

جيش الخلاص (بالإنكليزية:The Salvation Army) تعد جماعة مسيحية بروتستانتية دولية مستقلة عن الكنائس تقوم بأعمال خيرية لمساعدة الفقراء.

بدأت كجمعية في الأحياء الفقيرة في لندن عام 1865 أسسها وليام بوث وكاترين بوث باسم إرسالية شرق لندن المسيحية، وبعد ذلك أخذت نظام عسكري لمحاربة الفقر والبؤس، القسس فيها ضباط والأعضاء عسكر، ولذلك تسمت بجيش الخلاص من عام 1878، وانتشرت في أوروبا وأمريكا وأستراليا والهند. تدير مؤسسات متعددة تشمل مستشفيات ومراكز تأهيل لمدمني الكحول والمخدرات، ومعسكرات وأندية للصبية والفتيات، وأماكن إقامة للمسنين وأندية ومراكز للعناية اليومية، كما تقدم برامج تعليمية للأمهات غير المتزوجات، ودعمًا للمسجونين وعائلاتهم. وكان لها دور بارز في النشر والتوعية عن النظافة الشخصية فقد تبنت العقيدة الإنجيلية النظافة من الإيمان  ونقلًا عن كتاب الصحة والطب في التعاليم الإنجيلية، كان أحد شعاراتهم الابكر: «الصابون، الحساء، والخلاص». وتقدم جيش الخلاص منتجات خاصة بالنظافة الشخصيّة.

## الهدف
تستند رسالة جيش الخلاص على الكتاب المقدس. وتتمثل مهمتها في التبشير بيسوع المسيح والتخفيف من معاناة البشرية باسمه دون أي تمييز.
طالما هناك أطفال يشعرون بالجوع والبرد، سأكافح،

طالما هناك مدمن كحول، سأكافح،

طالما هناك في الشارع فتاة للبيع، سأكافح،

طالما هناك رجال في السجن، لا يخرجون إلا للعودة إليه، سأكافح،

طالما هناك إنسان محروم من نور الله، سأكافح،

سأكافح،

سأكافح،

## التاريخ

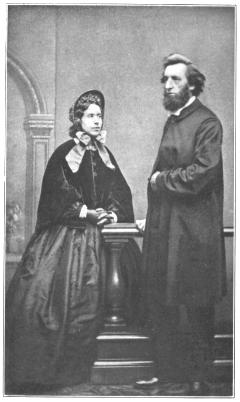
مؤسسو جيش الخلاص، كاثرين بوث وويليام بوث.

تأسس جيش الخلاص في إيست إند في لندن عام 1865 على يد وزير كنيسة الإصلاح الميثودية وزوجته كاثرين بوث بصفتهما بعثة شرق لندن المسيحية، واستُخدم هذا الاسم حتى عام 1878. تطور اسم «جيش الخلاص» من حادثة وقعت في 19 و 20 مايو. كان ويليام بوث يملي خطابًا على سكرتيره «جورج سكوت رايلتون» وقال: «نحن جيش متطوع». سمع «برامويل بوث» والده وقال: «تطوع! أنا لست متطوعًا، أنا منتظم!» تلقى رايلتون تعليمات بشطب كلمة «تطوع» واستبدال كلمة «الخلاص». تم تشكيل جيش الخلاص على غرار الجيش، بعَلَمه الخاص (أو ألوانه) وترانيمه الخاصة. كان بوث والجنود الآخرون في «جيش الله» يرتدون الزي العسكري الخاص للاجتماعات وأعمال الوزارة. أصبح «جنرالاً» ومنح وزرائه الآخرون الرتب المناسبة كـ «ضباط». أصبح أعضاء آخرون «جنودًا».
عندما أصبح ويليام بوث معروفًا باسم الجنرال، عُرفت كاترين باسم «أم جيش الإنقاذ». كان الدافع المبكر لويليام بوث لجيش الخلاص هو تحويل فقراء لندن مثل البغايا والمقامرين ومدمني الكحول إلى المسيحية، بينما تحدثت كاثرين إلى الأثرياء، وحصلت على دعم مالي لعملهم. عملت أيضًا كوزيرة دينية، وهو أمر غير معتاد في ذلك الوقت. ينص صك مؤسسة الإرسالية المسيحية على أن للمرأة نفس حقوق التبشير مثل الرجل. وصف ويليام بوث نهج المنظمة: «لقد عبّر الثلاثة عن الطريقة التي أدار بها الجيش. أولاً، الحساء؛ ثانيًا، الصابون؛ وأخيراً، الخلاص.»

## مقالات ذات صلة
- جنرال جيش الخلاص
- عدالة اجتماعية
- جمعية الشبان المسيحيين
- النظافة في المسيحية

## روابط خارجية
- الموقع الرسمي.